# Didier Sossa
Didier Sossa (* 13. November 1993 in Porto-Novo) ist ein beninischer Fußballspieler.

## Karriere

### Verein
Sossa begann seine Karriere beim Entente Sportive Womey und rückte in der Saison 2007 in das Seniorenteam auf. Nach seiner ersten Profi-Saison verließ er Womey und wechselte zum USS Kraké. Dort wurde er in der Saison 2010 Vizemeister und nahm in der Saison 2011 am CAF Confederation Cup teil.
Am 22. November 2012 verließ er zusammen mit Cédric Coréa den USS Kraké und wechselte zum Rekordmeister AS Dragons FC de l’Ouémé.

### Nationalmannschaft
Sossa wurde am 1. September 2010 erstmals in die beninische Fußballnationalmannschaft berufen, kam allerdings bisher in keinem Länderspiel zum Einsatz.

## Privates
Sein Bruder Garel spielte gemeinsam mit ihm beim USS Kraké.